# Frente Popular (Espanha)
A Frente Popular (em castelhano: Frente Popular) foi uma coligação eleitoral e pacto assinado em Janeiro de 1936 por várias organizações políticas de esquerda, instigadas por Manuel Azaña com o propósito de participar nas eleições daquele ano durante a Segunda República Espanhola. Na Catalunha e na Comunidade Valenciana de hoje, o nome da coligação era Front d'Esquerres (em catalão, que significa Frente da Esquerda).
A Frente Popular incluía o Partido Socialista Operário Espanhol (PSOE), o Partido Comunista de Espanha (PCE), o Partido Operário de Unificação Marxista (POUM, comunista independente) e os republicanos: a Esquerda Republicana (IR) (liderada por Azaña). e a União Republicana (UR), liderada por Diego Martínez Barrio. Este pacto foi apoiado pelos Galegos (PG) e Catalães (ERC), pela União Geral dos Trabalhadores (UGT) e pelo sindicato anarquista, a Confederación Nacional del Trabajo (CNT). Muitos anarquistas que mais tarde lutariam ao lado das forças da Frente Popular durante a Guerra Civil Espanhola não os apoiaram nas eleições, pedindo a abstenção em seu lugar.
O Comintern controlado por Estaline havia decidido em 1935 que, em resposta ao crescimento do Fascismo, eram recomendáveis frentes populares que aliassem partidos Comunistas com outros partidos Antifascistas, incluindo partidos Socialistas e até burgueses. Na Espanha, era uma coligação entre republicanos de esquerda e organizações de trabalhadores para defender as reformas sociais do primeiro governo (1931-1933) da Segunda República Espanhola, e libertar os prisioneiros, presos políticos de acordo com a propaganda da frente, detidos desde a Revolução Asturiana de Outubro (1934).
A Frente Popular derrotou a Frente Nacional (uma coligação de partidos de direita) e venceu as eleições de 1936, formando o novo Governo Espanhol. Manuel Azaña foi eleito Presidente da República em Maio de 1936, mas o PSOE não se juntou ao governo por causa da oposição de Francisco Largo Caballero.
Em Julho de 1936, generais conservadores/monarquistas instigaram um golpe de estado que deu início à Guerra Civil Espanhola (1936-1939). O Governo dissolveu o Exército Republicano Espanhol no território leal e trouxe armas a grupos armados organizados pelos sindicatos (UGT e CNT) e partidos operários (PSOE, PCE, POUM) que tiveram sucesso inicial em derrotar as forças Franquistas em Madrid, Barcelona, Bilbao e Valência. Em Outubro do mesmo ano, o Exército Republicano Espanhol foi reorganizado. Após uma prolongada guerra de atrito, Franco derrotaria as forças republicanas e governaria a Espanha como uma ditadura até sua morte em 1975.

## História

### Fundação e o manifesto da Frente Popular
A Frente Popular foi formada em 1936 por uma coligação de partidos republicanos de esquerda. O manifesto fundador da Frente Popular condenou as ações do governo conservador, exigindo a libertação de presos políticos detidos após Novembro de 1933, a recontratação de funcionários do estado que foram suspensos, demitidos ou transferidos "sem o devido processo ou por razões de perseguição política", propôs a criação de um sistema judiciário independente do controle do governo, a investigação e repressão de atos de violência injustificada pela polícia, e a revisão da Lei da Ordem Pública para proteger os direitos dos cidadãos contra o poder arbitrário. O manifesto enfatizou a moderação política contra o radicalismo.
O manifesto defendia uma política económica moderada de tendência esquerdista que rejeitava a idéia de nacionalização de terras e apoiava a provisão de assistência económica estatal à agricultura, uma nova lei progressiva de posse e a promoção de formas coletivas de produção. Apoiou medidas protecionistas para defender a indústria nacional, encorajou a pesquisa estatal para ajudar a indústria nacional, prometeu a proteção de pequenas empresas, a grande expansão de obras públicas e a reforma tributária progressiva. O manifesto declarou a oposição da Frente Popular à sociedade de classes, afirmando que "A República concebida pelos partidos Republicanos não é uma República dominada por interesses de classe social ou económica, mas um regime de liberdade democrática ..." mas prometeu a restauração de certas políticas económicas do governo Espanhol de 1931-33, incluindo o aumento dos salários dos trabalhadores rurais. Mais tarde, em 1938, um sistema de abonos familiares foi introduzido.
O manifesto prometia a restauração da legislação que garantia a autonomia regional que foi revogada pelo governo liderado pelos conservadores.

### Membros
Os Membros da coligação eram:
- Partido Socialista Operário Espanhol – Socialista
- Partido Comunista de Espanha – Comunista
- Partido Operário de Unificação Marxista – Trotskista
- Esquerda Republicana – Republicano
- União Republicana – Republicano

Também foi apoiado por:
- Esquerda Republicana da Catalunha – Nacionalista catalão
- Partido Galeguista – Nacionalista galego
- União geral dos Trbalhadores – Sindicato socialista
- CNT-FAI – Sindicato Anarco-sindicalista

### Eleições de 1936 e consequências imediatas
Nas Eleições espanholas de 1936, a Frente Popular venceu as eleições com o seu líder, Manuel Azaña, eleito Presidente da Espanha. A Frente Popular recebeu 4.654.116 votos em comparação com o oponente combinado de votos de direita de 4 503 524 votos. Elegeu 278 deputados - dos quais 99 pertenciam aos Socialistas (PSOE), enquanto a direita elegeu 124 deputados - 88 dos quais pertenciam ao CEDA. Muitos dos membros eleitos da Frente Popular eram profissionais, muitos dos quais eram de origem rica. Pessoas de várias origens políticas dentro da Frente Popular foram nomeadas para o gabinete do Presidente Azaña, como Amós Salvador, arquiteto e rico proprietário de terras, e José Alonso Mallol, um ex-Socialista Radical. Após a eleição da Frente Popular, a Frente Popular realizou uma desfile de vitória em Madrid com mais de 250 000 apoiantes, com seus componentes do Partido Socialista e Comunista marchando uniformemente aos milhares. A Frente Popular imediatamente cumpriu a sua promessa em seu manifesto de recontratar trabalhadores demitidos por motivos políticos sem o devido processo legal e de reembolsá-los com base em casos individuais de salários perdidos até um máximo de não menos de trinta e nove dias e não mais de seis meses.
Azaña respondeu à recente onda de atos de violência, incêndio criminoso e vandalismo por parte de esquerdistas radicais contra partidos de direita e instituições da Igreja Católica, denunciando essas ações. A violência política descontrolada continuou até Março, com a maior perturbação a ocorrer em Granada, onde um ato violento das forças políticas de direita provocou uma greve geral e um tumulto em massa das forças políticas de esquerda. Em particular, a violência envolvendo Comunistas e Socialistas versus Falangistas resultou em múltiplos assassinatos. Em Julho, houve 269 assassinatos políticos.
Azaña acedeu às exigências dos movimentos de esquerda para punir o General López Ochea, o líder do exército da campanha Asturiana de 1934 contra os movimentos operários de lá. O governo Republicano Espanhol também fez grandes mudanças no Exército Espanhol, comandantes pró-Republicanos ou neutros foram instalados em vários postos, enquanto comandantes com lealdades questionáveis foram transferidos para posições menores ou remotas: por exemplo, o General Francisco Franco foi removido como chefe de gabinete do exército e mudou-se para uma posição nas Ilhas Canárias e o General Emilio Mola foi rebaixado de um comando principal no Marrocos espanhol para uma posição como comandante de uma brigada em Pamplona.
O governo não ficou no poder por muito tempo, principalmente por causa do conflito de visões ideológicas de muitas das partes. O único fator que funcionou para o governo foi a unidade para a conquista do fascismo. Após a derrota Republicana na Guerra Civil Espanhola, a frente popular foi dissolvida e Francisco Franco liderou uma ditadura até 1975.